# Langå
Langå är en ort i Danmark.   Den ligger i Randers kommun och Region Mittjylland,  180 km väster om Köpenhamn. Antalet invånare är 2 877.  Närmaste större samhälle är Randers, 12 km nordost om Langå. 